# Vavřinec (district de Blansko)
Pour les articles homonymes, voir Vavřinec.
Vavřinec (en allemand : Laurenz) est une commune du district de Blansko, dans la région de Moravie-du-Sud, en République tchèque. Sa population s'élevait à 876 habitants en 2020.

## Géographie
Vavřinec se trouve à 7 km au nord-est de Blansko, à 25 km au nord-nord-est de Brno et à 181 km à l'est-sud-est de Prague.

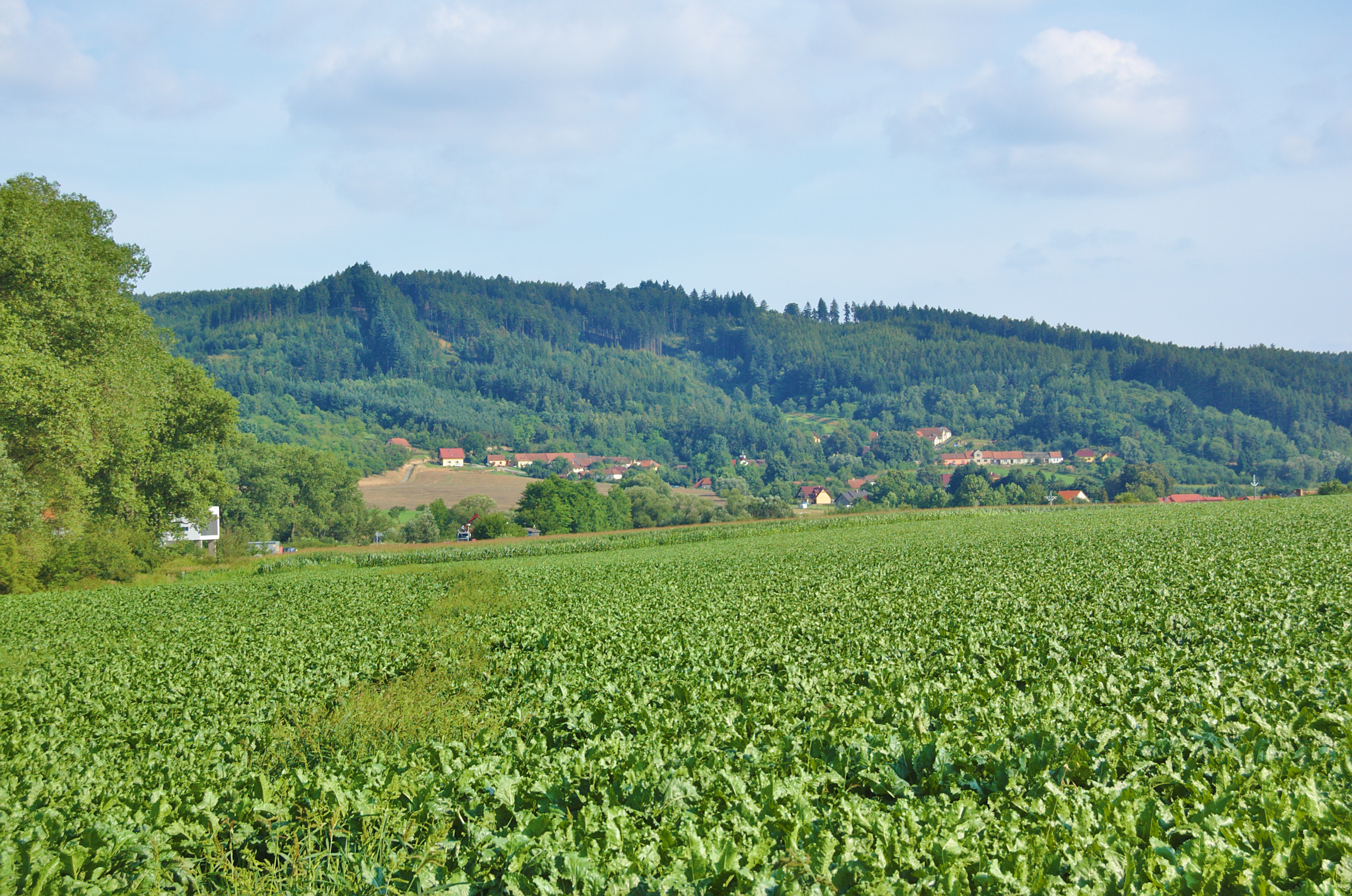
Panorama de Vážany.

La commune est limitée par Petrovice, Žďár et Sloup au nord, par Ostrov u Macochy à l'est, par Vilémovice au sud-est et au sud, et par Blansko et Ráječko à l'ouest.

## Histoire
La première mention écrite de la localité date de 1374.

## Administration
La commune se compose de trois quartiers :
- Vavřinec
- Suchdol
- Veselice